# One Shot Easy Volume 1
One Shot Easy Volume 1 è la prima raccolta di musica leggera e easy listening appartenente alla collana One Shot Easy, pubblicata in Italia nel 2001 dall'etichetta discografica Universal Music.

## Tracce
1. Cat Stevens – Father and Son – 3:40
2. Gilbert O'Sullivan – Alone Again (Naturally) – 3:36
3. Bill LaBounty – Livin' it Up – 4:18
4. Elton John – Your Song – 4:00
5. Kim Larsen – Rock 'n Roll City – 4:30
6. The Commodores – Easy – 4:16
7. Status Quo – In The Army Now – 3:41
8. Eric Carmen – All by Myself – 4:53
9. Peter Frampton – Baby I Love Your Way – 4:43
10. Marvin Gaye – What's Going On – 3:51
11. Bread – Everything I Own – 3:07
12. The Style Council – You're The Best Thing – 5:40
13. Dobie Gray – Drift Away – 3:57
14. Gino Vannelli – I Just Wanna Stop – 3:35
15. Danny O'Keefe – The Road – 3:48
16. Kenny Rogers con Sheena Easton – We've Got Tonight – 3:51
17. 10cc – I'm Not In Love – 6:01
18. Bill Withers – Ain't No Sunshine – 2:04
19. Vangelis – Love Theme from Blade Runner – 4:57